# 이지 스트래들린
제프리 딘 이스벨(Jeffrey Dean Isbell, 1962년 4월 8일~ )은 이지 스트래들린(Izzy Stradlin)이라고 알려진 미국의 싱어송라이터, 기타리스트이다. 록 밴드 건즈 앤 로지스의 창립 멤버로 가장 잘 알려져 있다.
밴드의 모든 히트곡을 작곡 또는 공동 작곡했으며 1991년 최고의 명성 가운데 있을 때에 밴드를 떠났다. 곧이어 그는 자신의 밴드인 이지 스트래들린과 주주 하운즈(Izzy Stradlin and the Ju Ju Hounds)를 이끌고 한장의 앨범을 내며 투어를 했다. 그 후 1990년대 후반부터 스트래들린은 10장의 솔로앨범을 냈으며 마지막 여섯 장은 레이블이 없이 독립적으로 제작했다. 2012년에 그는 건즈 앤 로지스의 멤버로 로큰롤 명예의 전당에 헌액되었다.

## 생애와 경력

### 1962년 -1979년: 어린 시절
스트래들린은 인디애나의 라파이엣(Lafayette, Indiana)에서 제프리 딘 이스벨(Jeffrey Dean Isbell)이란 이름으로 태어났다. 그의 아버지는 돌에 그림이나 글씨를 새겨넣는 일을 하였고(engraver) 어머니는 전화 회사에서 일했다.:그들은 이지가 여덟살때에 이혼하였다. 스트래들린은 후일 그의 고향에 대해 이렇게 말했다 "그곳에서 자라는 것은 멋진 일이었어요. 거기엔 청사, 대학, 강, 그리고 기찻길이 있었어요. 조그만 도시였죠. 그래서 할일도 별로 없었어요. 우리는 오토바이를 타고, 팟(pot:마리화나)을 피우고 사고를 치곤했죠. 비비스와 벗헤드(Beavis and Butt-head :1993년부터 1997년까지 미국에서 방영된 만화)와 사실상 많이 비슷해요."
스트래들린은 어려서부터 음악에대한 흥미를 발전시켰다.; 여덟살의 나이에, 그가 좋아하는 음악에는 밥 딜런(Bob Dylan), 핑크 플로이드 (Pink Floyd), 앨리스 쿠퍼(Alice Cooper), 그리고 레드 제플린(Led Zeppelin)이 포함되어 있었다. 그에게 음악적으로 가장 크게 영향을 준 사람은 친할머니였는데, 할머니는 친구들과 만든 스윙재즈 밴드에서 드럼을 연주하셨다고 한다. 영감을 받은 스트래들린은 부모님께 말씀드려서 드럼키트를 사주게 한다.
고등학교에서 이지 스트래들린은 친구들과 함께 밴드를 시작하는데, 그 친구들 중에 하나가 나중에 액슬 로즈로 알려진 싱어 윌리엄 베일리이다. 스트래들린은 다음과 같이 회상했다.
우리는 고등학교 때, 머리가 긴 녀석들이었어요. 친구들은 운동광이거나 마리화나광이거나 둘중 하나었어요. 우린 운동광은 아니었어요. 그래서 결국 함께하게 되었죠. 우리는 창고에서 커버곡(유명한 노래를 오리지널 연주자가 아닌 다른 사람이 연주하는 것)들을 연주했어요. 연주를 할만한 클럽이 없었죠. 그래서 창고 밖에서 연주를 해 본적이 한번도 없었어요.

 학교를 혐오했음에도 불구하고 이지스트래들린은 1979년에 고등학교를 졸업하였다.(이렇게 해서 건즈앤로지즈 유일, 정상적으로 고등학교를 졸업한 인물이 됨) 그는 곧이어 캘리포니아주의 LA로 옮겨가 그의 음악적 커리어를 시작한다.

### 1980 - 1984: 초기 경력
로스앤젤레스로 도착한 직후에 스트래들린은 펑크밴드인 너티위민(Naughty Wemen)에 합류한다. 하지만 밴드와 함께한 첫 공연에서 불행하게도 청중들이 뮤지션들을 공격하기 시작했다. 스트래들린은 다음과 같이 회상했다.
난 그저 심벌 스탠드를 붙잡고 한쪽에 서서 그들을 막아서려 애쓰며 소리쳤어요. "내게서 떨어져, 이자식아!" 그게 저의 LA 락 바닥(Rock scene)에서의 첫선이었죠.

너티위민에서의 두달짜리 경력에 이에, 자동차에 있던 드림킷의 일부를 도둑맞기 전까지 스트래들린은 펑크밴드 디 애덤스(The Atoms)에서 활동했는데, 그는 나머지 드럼킷을 팔아 베이스를 구입, 베이시스트로 전향한다. 스트래들린은 곧 해비메탈 밴드 샤이어(Shire)에 합류, 이 기간 동안 작곡을 돕기 위해 리듬기타를 잡게 된다.."
1983년, 그는 1982년에 LA로 건너온 어린시절 친구 액슬로즈(Axl Rose)와 함께 헐리우드 로즈( Hollywood Rose)를 결성한다. 1984년 1월에 밴드는 "Killing Time"(시간 때우기), "Anything Goes"(어떻게 되든), "Rocker"(락커), "Shadow of Your Love"(네 사랑의 그늘), 그리고 "Reckless Life"(무모한 삶) 등의 다섯곡이 실린 데모 앨범을 레코딩했는데, 이 앨범은 2004년도에 "The Roots Of Guns N' Roses"( 건즈앤로지즈의 근원)이라는 편집 앨범(compilation album)의 일부로 발매된다. 1984년 8월에 밴드는 해체되었고, 이지 스트래들린은 선셋 스트립의 런던(London)에 잠깐 합류하였다. 그는 또한 잠깐 존재했던 밴드 심볼식스(Stalin with singer Eric Leach and guitarist Taz Rudd of Symbol Six)를 결성했었다. 1984년 12월, 그는 헐리우드 로즈와 재결합한다.

### 1985 - 1991:건즈앤로지즈
1985년 3월, 스트래들린은 액슬로즈와 엘에이건즈(L.A. Guns)의 몇몇 멤버들과 함께 건즈 앤 로지스(Guns N' Roses)를 조직한다. 6월이 되어서는 밴드의 라인업이 스트래들린, 로즈, 기타리스트 슬래쉬( Slash ), 베이시스트 더프 맥케이건(Duff McKagan), 드러머 스티븐 애들러(Steven Adler)로 구성된다. 그들은 1985년과 1986년 동안 위스키어고고( Whisky a Go Go), 더 락시(The Roxy), 그리고 더 트라우베다워(The Troubadour) 같은 나이트클럽에서 연주를 하며 더 큰 활동을 위한 기초를 쌓게된다. 이 기간 동안 밴드는 그들의 대부분의 고전 명곡들을 썼는데, 스트래들린이 팀의 주요 작곡가(key songwriter)로서 자리매김한 때이기도 하다.
1987년 7월, 건즈앤로지즈는 그들의 데뷔 앨범 'Appetite for Destruction (파괴의 욕망)'을 발표했다. 이 앨범은 현재까지 전세계적으로 3천만장 이상이 팔려나갔으며, 미국 내에서만도 1천8백만장이 팔려나가 미국 역사상 가장 많이 팔린 데뷔 앨범이 되었다. 스트래들린은 이 앨범에서 그들의 히트곡인 '"Sweet Child o' Mine" 그리고 "Paradise City" 등 거의 모든 곡을 작곡하거나 공동작곡하였다. 그는 또한 이어서 발매된 G N' R Lies 앨범에서 히트곡 "Patience"(인내)를 작곡했는데 이 곡 역시 싱글로도 발매가 되었다. 1988년 11월에 발매되었던 G N' R Lies 앨범은 네곡이 이전에 발매되었던 EP Live ?!*@ Like a Suicide의 수록곡이었음에도 불구하고 미국에서만 5백만장 이상이 팔려나갔다.
그들이 성공가도를 달릴수록, 밴드 내 인간관계의 긴장감도 커져갔다. 1989년 롤링스톤즈(Rolling Stones)의 오프닝을 섰던 어느 공연 도중에 리드 싱어인 액슬로즈는 스트래들린, 슬래쉬, 스티븐에게 만약 "미스터 브라운스톤"과 춤추는 걸 멈추지 않을 거면 밴드를 떠나라고 위협했다.(Mr. Brownstone은 헤로인 중독에 관한 그들의 노래이며 Appetite for Destruction 의 다섯번째곡으로 실렸다.) 연방 항공기 내에서 불미스런 소란을 피운 혐의로 1년간의 보호관찰 처분을 받은 스트래들린은 정신을 차리기로 결심을 한다 ; 이 때 그는 인디애나에 있는 어머니의 집으로 가서 마약은 물론 술도 완전히 끊게 된다.
바로 다음 해에 스티븐 애들러는 헤로인 중독을 이유로 밴드에서 해고되고 그룹 컬트(The Cult)의 맷 소럼(Matt Sorum)이 드러머로 대체된다.
1991년 9월 건즈앤로지즈는 팬들을 오래 기다리게 했던 유즈 유어 일루전 I (Use Your Illusion I)과 유즈 유어 일루전 II (Use Your Illusion II)을 발매하는데 두 앨범은 각각 US 차트 2위와 1위로 데뷔했고 이 기록은 다른 어떤 그룹도 깨지 못했다. 또한 이 두 앨범은 현재까지 합산해서 전세계적으로 3천2백만장 이상이 팔려나갔다. 스트래들린은 이 앨범에서도 히트곡인 "Don't Cry", "You Could Be Mine", "14 Years"를 공동 작곡, "Double Talkin' Jive", "Pretty Tied Up"을 작곡, 그외에도 여러 곡을 작곡하거나 공동작곡하였다. 또한 그는 "Dust N' Bones", "You Ain't the First", "Double Talkin' Jive", 그리고 "14 Years"에서 리드 보컬로서 노래를 불렀다. 이전 레코드에서와 마찬가지로 이 앨범을 작업하는 동안 스트래들린이 선호했던 기타는 깁슨 이에스 175 (Gibson ES-175)였다.
유즈유어일루전 앨범을 발매할 즈음에 스트래들린은 건즈앤로지즈에서의 삶에 만족하지 못하게 되었다. 그는 후일 다음과 같이 회상했다.
어느날 난 마약을 끊었고, 그래서 주위를 둘러보며 나자신에게 물어보지 않을 수 없었어요.'여기가 원래 이런거였어?' 난 그저 싫증이 났어요. 난 나와야만 했지요.

1991년 11월 7일, 스트래들린이 건즈앤로지즈를 떠났다고 공식 발표 되었다. 그가 공식적인 멤버로서 마지막 공연을 했던 곳은 1991년 8월 31일 영국의 웸블리 스태디움(Wembley Stadium)이었다.
그가 떠난 이유에 대해서 스트래들린은 후일, 리버포트에서 있었던 폭동(Riverport riot)과 유즈유어일루전 투어 내내 있었던 액슬로즈의 고질적인 지각문제를 예로 들며 "난 건즈앤로지즈 일상의 일부가 되어버린 그런 문제들을 싫어했어요."라고 말했다. 그리고 또한 "정신이 나가있을 땐 보통의 경우엔 참을 수 없는 것들을 참을 수 있게 마련이죠"("When you're fucked up, you're more likely to put up with things you wouldn't normally put up with.")라고 하며, 약과 술을 끊었던 것도 그가 떠나기로 결심하는데 일조를 했다고 말했다.

### 1992-1994: 주주하운즈
주주하운즈(Izzy Stradlin and the JuJuHounds), 그리고 건즈앤로지즈(Guns N'Roses)와의 첫번째 재결합
건즈앤로지즈를 떠난 직후에 스트래들린은 그의 고향인 인디애나의 라파이엣으로 돌아가 새로운 곡을 쓰기 시작한다. 그는 자신이 보컬(vocals)과 리듬기타(rhythm guitar)를 맡고 조지아 세틀라이트(Georgia satellites)릭 리처드(Rick Richards)가 리드 기타(lead guitar)를, 브로큰 홈즈(Broken Homes)의 지미 에셔스트(Jimmy Ashhurst)가 베이스(Bass)를 그리고 한때 밥 딜런( Bob Dylan)의 드러머였던 찰리 퀸타나(Charlie Quintana)가 드럼을 담당한 '이지스트래들린과 주주하운즈(Izzy Stradlin and the JuJuHounds)'를 조직하였다. 그리고 자신들의 이름을 딴 '이지스트래들린과 주주하운즈'라는 앨범이 비평가들의 호평을 받으며 1992년 10월 발매된다. ; 롤링스톤(Rolling Stone: 락앤롤 음악정보지)은 '레게와 블루스가 깃들인 완벽하게 성공적인 솔로앨범'이라는 평가를 내놓는다. 주주하운즈는 9월에 시카고의 아발론( The Avalon)에서 첫번째 공연을 갖고 곧이어 1992년말과 1993년초에 걸쳐 북미와유럽, 오스트레일리아,일본등으로 투어를 떠난다.
1993년 5월, 스트래들린은 자신의 자리를 대신하기 위해 건즈앤로지즈의 멤버가 되었던 길비 클락(Gilby Clarke)이 오토바이 사고로 손목이 부러지는 사고를 당하면서 건즈앤로지즈와 재결합하게 된다. 그는 이때 터키의 이스탄불, 이스라엘의 텔아비브, 그리스의 아테네, 그리고 영국의 밀턴 케인즈에서의 2회 공연을 포함해 총 5회의 공연에서 건즈앤로지즈 멤버들과 함께 공연했다. 스트래들린이 주주하운즈로 되돌아간 후에 액슬로즈(Axl Rose)는 여러차례의 공연에서 이지스트래들린이 곡을 쓰고 보컬과 리드기타, 리듬기타를 연주했던 '더블 토킨 자이브(Double Talkin' Jive: 거짓된 횡설수설)를 스트래들린에게 헌정한다.
같은 해 9월에 주주하운즈는 일본으로 투어를 떠나는데, 도쿄 시부야의 퍼블릭 홀(Shibuya Public Hall)에서의 공연이 이들의 마지막 공연이 되었다. 스트래들린은 이후 잠시 음악을 떠나서 세계 여러 나라를 두루 여행하였고, 많은 시간을 그의 또다른 열정의 대상인 모터 레이싱(motor racing)에 투자했는데 그의 고향집 근처에 쿼터마일 오벌 경기장(Quarter Mile Oval : 트랙의 길이가 400m 가량되는 경기장)을 건설하기도 한다.

### 1995-2003 :솔로 활동과 벨벳 리볼버
1995년 스트래들린은 그의 새로운 곡들로 두번째 솔로 앨범인 117°를 녹음하기 시작했는데 이 앨범은 2년여에 걸쳐 단속적으로 작업이 진행되었다. 1998년 3월 발매된 이 앨범은 그의 건즈앤로지즈 시절 친구인 더프 맥케이건(Duff McKagan)과 주주하운즈 멤버였던 릭 리처드, 그리고 스트래들린이 그의 연주에 무척 감탄한 전 레버랜드 홀튼 힛(Reverend Horton Heat)의 드러머 테즈 벤틀리(Taz Bentley)가 작업에 참여하였다. 이전과 마찬가지로 스트래들린은 그의 음악을 홍보하는데 거의 관심이 없었다. ; 그는 매우 적은 인터뷰에 응하였고, 그 어떤 공연도 하지 않았다. 이 앨범은 결국 그가 오랜기간 몸 담았던 레이블인 게펜(Geffen)에서 발매한 마지막 앨범이 되었다. ; 게펜과 인터스코프(Interscope)의 합병 결과 스트래들린은 직원 명단에서 제외되었다.
1999년 12월, 스트래들린의 세번째 솔로앨범 Ride On 이 이전 앨범과 같은 라인업으로 일본의 유니버설 빅터(Universal Victor) 레이블을 달고 발매된다. 이 앨범을 홍보하기 위해 이지 스트래들린과 더프 맥케이건, 릭 리처드, 테즈 벤트리는 2000년 4월 일본에서 4회의 공연을 갖는다. 키보드 연주자인 이안 멕리건(Ian McLagan)이 합류하여 이들은 두장의 앨범을 추가로 발매한다. ; 2001년 5월 영국의 생츄어리(Sanctuary)레이블로 발매된 River, 그리고 두번째 제팬온리(Japan Only) 앨범이 된 "On Down the Road'인데 이 앨범은 2002년 8월 JVC Victor 레이블로 발매되었다.
스트래들린은 전 건즈앤로지즈 멤버였던 더프 맥케이건, 슬래쉬, 그리고 맷 소럼으로부터 수퍼그룹 벨벗 리볼버(Velvet Revolver)에 합류할 것을 제안 받는다. 밴드가 조직되는 과정에서 작곡에 공헌을 했음에도 불구하고 그는 합류를 거절하게 되는데 그 이유는 우선 수퍼밴드가 되어 투어버스를 타고 거리에서 생활해야 하는 삶을 그가 꺼렸기 때문이고, 자신과 더프 맥케이건이 보컬을 맡기로 제안했음에도 불구하고 리드싱어와 함께 일해야 하는 것을 원치 않았기 때문이라고 한다.

### 2003 - 2010 :독립적인 솔로 커리어
독립적인 솔로 커리어, 그리고 건즈앤로지즈(Guns N' Roses)와의 두번째 재회
2003년, 스트래들린은 기타리스트 릭 리처드(Rick Richards), 드러머 테즈 벤틀리(Taz Bentley) 그리고 베이시스트 롱고리아( JT Longoria)와 함께 그의 여섯번째 앨범 라이커독(Like a Dog ; 개 처럼)을 제작했다. 이 앨범은 1000장 미만의 프로모션 앨범을 만들어, 2003년 말에 발매하기로 당초에 예정되어 있었다. 하지만 이것은 스트래들린이 팬들의 청원을 받아들여 인터넷 주문으로 구입할 수 있게 한 2005년 10월이 되어서야 발매가 된다. 다음 해에, 스트래들린은 아이튠즈(iTunes)를 통해 라이드 온(Ride On), 리버(River), 온 다운 더 로드(On Down the Road) 그리고 라이커독(Like a Dog)을 재 발매한다.
그가 마지막으로 건즈앤로지즈와 공연을 한 지 15년이 지난 후인 2006년 5월, 스트래들린은 뉴욕의 해머스태인 볼룸(Hammerstein Ballroom)에서 열린 건즈앤로지즈의 공연에서 게스트로 출연했다.. ; 그는 페이션스(Patience;인내), 띵커바웃유(Think About You; 너를 생각해), 나이트레인(Nightrain)을 함께 공연했다. 또한 밴드의 유럽 여름 투어 기간 중 13번 공연에서 함께 했다.
스트래들린의 말을 인용하면 다음과 같다.
엑슬(Axl Rose)과 나는 올해 핸드폰으로 연락이 닿아있었어요. 내가 액슬의 집에 들렀는데...... 오랜친구이며 전쟁 동지이기도한 동료 음악가와 다시 연락하고 지낸다는 것은 정말 좋은 일이에요... 나는 어떤 식으로든 나도 즐거움을 함께 하고 싶다고 말했고, 그는 내가 와서 함께 무언가를 연주하는 것을 환영한다고 말했어요. 그래서 그렇게 했어요! 6주간의 투어 후에 4주간의 휴식에 데려가 주었죠!

같은 해 12월, 그는 캘리포니아주 유니버설 시티(Universal City)에 있는 깁슨 엠피씨어터(Gibson Amphitheatre)에서 3번의 쇼에서 연주를 하였다.
스트래들린은 그의 7번째 앨범인 마이애미(Miami)를 2007년 5월에 아이튠즈를 통해 발매했다. 이 앨범에서도 릭 리처드, 테즈 벤틀리, 티제이 롱고리아가 함께 작업했고, 키보드 연주자인 조이 호프만(Joey Hoffman)이 함께 하였다. 기타리스트인 릭 리처드는 이 앨범을 " 라이커 독(Like a dog)과는 약간 거리가 있지만 여전히 완전한 락커(Rocker)"라고 묘사했다. 6월에 리미스 버전(Remix Version)의 마이애미(Miami)가 아이튠즈를 통해 발매되는데, 스트래들린은 새로운 믹스를 "훨씬 크고 더 강력한 음향(much louder and more powerful sounding)"이라고 말했다. 같은 해 11월에도 그는 아이튠즈-온리(iTunes-Only) 앨범인 파이어,어쿠스틱 앨범(Fire, the Acoustic Album)을 발매했는데 이 앨범에서도 릭 리처드, 테즈 벤틀리, 그리고 롱고리아가 함께 했다.
다음에 발매된 스트래들린의 아이튠즈 앨범은 2008년 7월에 발매된 콘크리트(Concrete)이다. 그의 정규 협력자들과 더불어, 스트래들린은 건즈앤로지즈 친구인 더프 맥케이건(Duff McKagan)을 타이틀 곡을 포함한 3개의 곡에 초대해 베이스를 연주하도록 했다. 그 후 스트래들린은 2개의 아이튠즈 앨범을 추가로 발매 한다. ;2009년 12월에 나온 스모크(Smoke) 와 2010년에 7월에 발매된 웨이브 오브 히잇(Wave of Heat) 인데, 더프 맥케이건의 연주를 7개의 트랙에서 들을 수 있다.
또한 2010년 스트래들린은 그의 건즈앤로지즈 친구인 슬래쉬(Slash)의 솔로 앨범 슬래쉬(Slash)의 첫번째 트랙 "고스트(Ghost)"에서 리듬기타를 연주한다.

### 2011 - 현재:
명예의 전당 헌액과 세번째 건즈앤로지즈(Guns N' Roses)와의 재회
2012년 4월, 이지 스트래들린(Izzy Stradlin)은 건즈앤로지즈의 원년 멤버로서 락앤롤 명예의 전당(Rock and Roll Hall of Fame)에 헌액되었다. 그는 시애틀 위클리(Seattle Weekly)에 있는 더프 맥케이건의 블로그를 통해 "수년에 걸쳐 우리가 이룬 것들을 인정해준" 락앤롤 명예의 전당과, 그의 전 밴드 멤버들과, 그를 지속적으로 지지해 준 팬들에게 감사한다는 글을 게재했다. 대중적 관심을 혐오하는 것으로 알려진 바와 같이, 스트래들린은 헌액 행사에는 참가하지 않았다.
다음 달인 5월에 그는 런던의 오투 아레나(O2 Arena)에서 열린 건즈앤로지즈의 공연에 서서, 1991년 그가 밴드를 떠난 뒤 한번도 연주되지 않았던 "14years"를 비롯해 다양한 노래들을 함께 했다. 7월에도 그는 세인트 트로페즈(Saint-Tropez)에서 있었던 공연과 팰머 드 맬로커(Palma de Mallorca)에서 있었던 콘서트에서 건즈앤로지즈와 함께 공연하였다. 그리고 12월에는, 건즈앤로지즈가 12일간 라스베가스(Las Vegas)에서 상주하며 "에퍼팃 포 데모크라시(Appetite for Democracy; 민주주의로의 욕망)" 공연을하는 동안 마지막 두번의 쇼에서 함께 공연했다. 한편, 같은 해 11월 16에는 아이튠즈를 통해 싱글 베이비 랜 (Baby Rann)을 발매하는데 이것은 마지막 앨범 발매 후 2년만의 신곡 발표였다. 그리고 이 곡은 뮤직비디오도 함께 제작하여 유투브(YouTube)를 통해 볼 수 있게 했다 2012년 12월 21일에 아이튠즈를 통해 발매한 싱글 업사이드(Upside)가 현재로서는 그의 마지막 발표곡이다.
2016. 4월
원년 멤버들의 재결합공연

## 음반
- 이지 스트래들린 디스코그래피 참조(Izzy Stradlin discography)

### 건즈앤로지즈
1. Appetite for destruction(1987,Geffen)
2. GN'R Lies(1988,Geffen)
3. Use your illusion I(1991,Geffen)
4. Use your illusion II(1991,Geffen)
5. The Roots of Guns N' Roses

### 이지 스트래들린과 주주하운즈
Izzy Stradlin and the Ju Ju Hounds (1992,Geffen)

### 솔로 앨범
- [[:en:117%C2%B0|117°] (1998,Geffen)
- Ride On (1999,Victor)
- River (2001, Sanctuary,Victor)
- On Down the Road (2002,Victor)
- Like a Dog (2005)
- Miami (2007)
- Fire, the Acoustic Album (2007)
- Concrete (2008)
- Smoke (2009)
- Wave of Heat (2010)

### 싱글
- Pationce (1988, Geffen)
- Somebody Knockin' (1991, Geffen)
- Shuffle it all (1991, Geffen)
- Upside (2012, iTunes only)
- BabyRann(2012iTunes only)

### 5.EPs
- Pressure drop (1992, GEffen)

### 라이브 앨범
- Izzy Stradlin and the Ju Ju Hounds Live (1993, Geffen)